# Carlos Torres Torres
Carlos Alberto Torres Torres (Mexicali, Baja California; 18 de noviembre de 1975). Es un abogado y político mexicano que actualmente es militante del Movimiento Regeneración Nacional. Fungió como miembro del Partido Acción Nacional hasta su expulsión del partido en 2019, de cual fue representante como diputado federal plurinominal del Congreso de la Unión de 2006 a 2009, y diputado local del Congreso de Baja California de 2016 a 2019.

## Biografía

### Estudios y trayectoria profesional
Carlos Torres Torres es licenciado en Derecho, egresado de la Universidad Autónoma de Baja California, y tiene una maestría en Acción Política y Participación Ciudadana en Madrid, España, fue secretario de Acción Juvenil del PAN en Baja California de 1996 a 2000 y de 2001 a 2004 Secretario Nacional de Acción Juvenil; el último año de su periodo, de 2003 a 2004 fue además presidente de Juventud Demócrata Cristiana de América Latina, organismo juvenil perteneciente a la Organización Demócrata Cristiana de América (ODCA). Fue además Director del programa de juventud del 16vo Ayuntamiento de Tijuana de 1998 a 2001. En octubre de 2024, Carlos Torres fue nombrado coordinador de Proyectos Estratégicos de Baja California, cargo honorífico que no goza de un sueldo, pero que ha dejado múltiples sospechas de corrupción en el ámbito político por el conflicto de intereses que le beneficia gracias al contar con un cargo público que genera dudas sobre el proceso en donde la toma de decisiones y el flujo de información ha favorecido a contratistas, comerciantes y empresas cercanas a su grupo, como los locatarios del centro histórico de la Ciudad de Mexicali y el Fideicomiso del Centro Histórico de Mexicali, que lideró cuando su actual esposa fue presidenta municipal de la capital del Estado de Baja California, Marina del Pilar Ávila Olmeda. Actualmente, Carlos Alberto Torres Torres, informó haber recibido la notificación de cancelación de visa de parte del gobierno estadounidense, quien le revocó su visa para ingresar legalmente al vecino país.

### Vida personal
Carlos Torres Torres, contrajo matrimonio con la tijuanense Vanessa Morrison Loaiza, quienes se conocieron durante la universidad, hasta que se casaron el 20 de julio de 2009 en Ensenada, teniendo como asistentes a diversas personalidades de la política local y federal, entre ellos, el presidente Felipe Calderon.
Se casó por segunda vez con la entonces alcaldesa electa de Mexicali, ahora gobernadora de Baja California, Marina del Pilar Ávila Olmeda el 20 de septiembre de 2019 y tuvo como invitado al gobernador en funciones Jaime Bonilla Valdez.

## Trayectoria política
Diputado federal suplente de 2003 a 2006, fue elegido diputado federal por el principio de representación proporcional de 2006 a 2009 a la LX Legislatura, en ella ocupó los cargos de miembro de las comisiones de Juventud y Deporte y de Seguridad Pública, además de la especial de Promoción de Acceso Digital a los Mexicanos.
Después de su primera boda, catalogada como política, por la presencia de sus padrinos, el entonces presidente de la República, Felipe Calderón Hinojosa y la primera dama Margarita Zavala 11 de abril de 2010 fue designado como candidato del PAN a Presidente Municipal de Tijuana en las elecciones del mismo año, siendo postulado además por el partido Nueva Alianza y el Partido Encuentro Social. Siendo derrotado por el priista Carlos Bustamante Anchondo.
Resultado de elecciones a presidencia municipal de Tijuana 2010
Posterior a la elección, fue designado por el presidente Felipe Caldero como delegado federal de SEDESOL en Baja California de 2011 a 2012, hasta que fue reasignado como director general del Régimen de Protección Social en Salud de Baja California (Seguro Popular) en Baja California.
Fue electo como diputado Local del Distrito XIII de la XXII Legislatura de Baja California por el Partido Acción Nacional, donde fue clave para el gobernador de Baja California entrante, Jaime Bonilla pues al legislador se le atribuye la operación política para que 7 de los diputados locales aprobaran la reforma con la que pretendían extender de 2 a 5 años el período de gobierno del gobernador, por lo cual fue expulsado del Partido Acción Nacional en 2019.
Durante el gobierno de su esposa, la gobernadora Marina del Pilar, se le asigno el puesto por parte del ejecutivo estatal de Coordinador de Proyectos de Regeneración de Espacios Públicos, siendo una asignación polémica en la definición de los atributos del cónyuge de jefe o jefa del poder ejecutivo, que regularmente es asignado a mujeres como directoras del DIF. En el caso de Carlos Torres, este puesto ha sido cuestionado sobre sus atribuciones y recursos, a lo que la actual gobernadora a declarado como un puesto honorario, a pesar de lleva obras de renovación urbana en Mexicali y Tijuana, con recursos públicos y privados.